# Čtvrtá vláda Janeze Drnovšeka

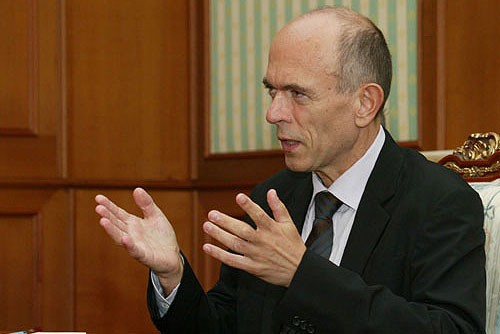
Janez Drnovšek v roce 2002

Čtvrtá vláda Janeze Drnovšeka fungovala v období od 30. listopadu 2000 do 19. prosince 2002, neboť byl předseda vlády Drnovšek zvolen prezidentem.

## Koalice
- Liberalna demokracija Slovenije (LDS)
- Slovenska ljudska stranka (SLS)
- Demokratična stranka upokojencev Slovenije (DESUS)
- Združena lista socialnih demokratov (ZLSD)
- Stranka mladih Slovenije (SMS)

## Složení

### Předseda
- Janez Drnovšek

### Ministři
- Igor Bavčar – ministr bez portfeje pro evropské záležitosti (od 30. listopadu 2000 do 24. ledna 2002)
- mag. Ivan Bizjak – ministr spravedlnosti (od 30. listopadu 2000 do 19. prosince 2002)
- dr. Rado Bohinc – ministr vnitra (od 30. listopadu 2000 do 19. prosince 2002)
- mag. Franc But – ministr zemědělství, lesnictví a potravinářství (od 30. listopadu 2000 do 19. prosince 2002)
- dr. Lucija Čok – ministryně školství a sportu (od 30. listopadu 2000 do 19. prosince 2002)
- dr. Vlado Dimovski – ministr práce, rodiny a sociálních věcí (od 30. listopadu 2000 do 19. prosince 2002)
- dr. Pavel Gantar – ministr pro informační společnost (od 11. ledna 2001 do 19. prosince 2002)
- dr. Anton Grizold – ministr obrany (od 30. listopadu 2000 do 19. prosince 2002)
- dr. Dušan Keber – ministr zdravotnictví (od 30. listopadu 2000 do 19. prosince 2002)
- mag. Janez Kopač – ministr životního prostředí a plánování (od 30. listopadu 2000 do 19. prosince 2002)
- dr. Tea Petrin – ministryně hospodářství (od 30. listopadu 2000 do 19. prosince 2002)
- dr. Janez Potočnik – ministr bez portfeje pro evropské záležitosti (od 24. ledna 2002 do 19. prosince 2002)
- Jakob Presečnik – ministr dopravy (od 30. listopadu 2000 do 19. prosince 2002)
- Andreja Rihter – ministryně kultury (od 30. listopadu 2000 do 19. prosince 2002)
- mag. Anton Rop – ministr financí (od 30. listopadu 2000 do 19. prosince 2002)
- dr. Dimitrij Rupel – ministr zahraničních věcí (od 30. listopadu 2000 do 19. prosince 2002)